# Стенлі (гора)
Стенлі — гора, частина гірського масиву Рувензорі, на кордоні Уганди та Демократичної Республіки Конго в Центральній і Східній Африці.

## Географія

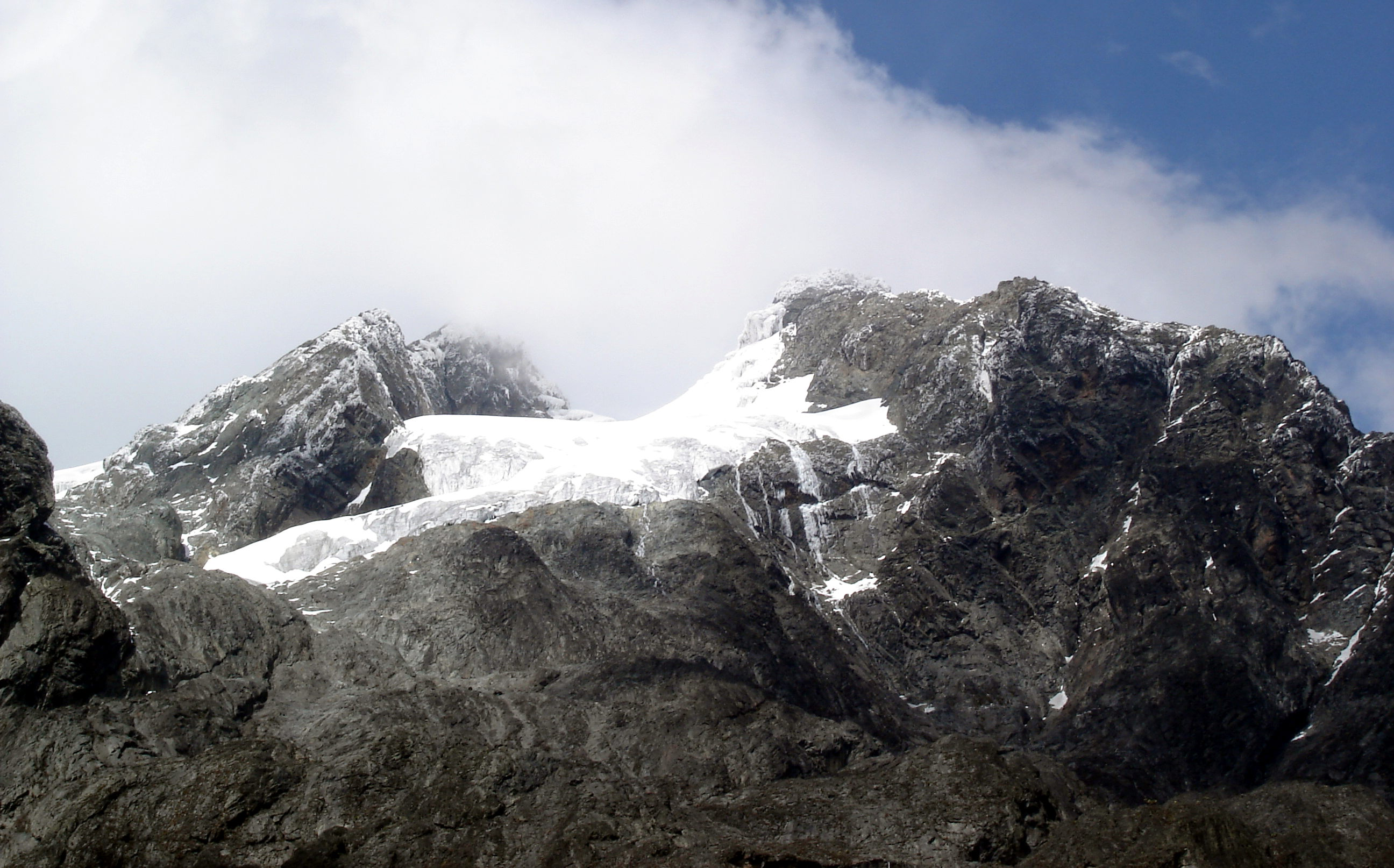
Вид на піки Олександра та Маргеріти з боку Уганди.

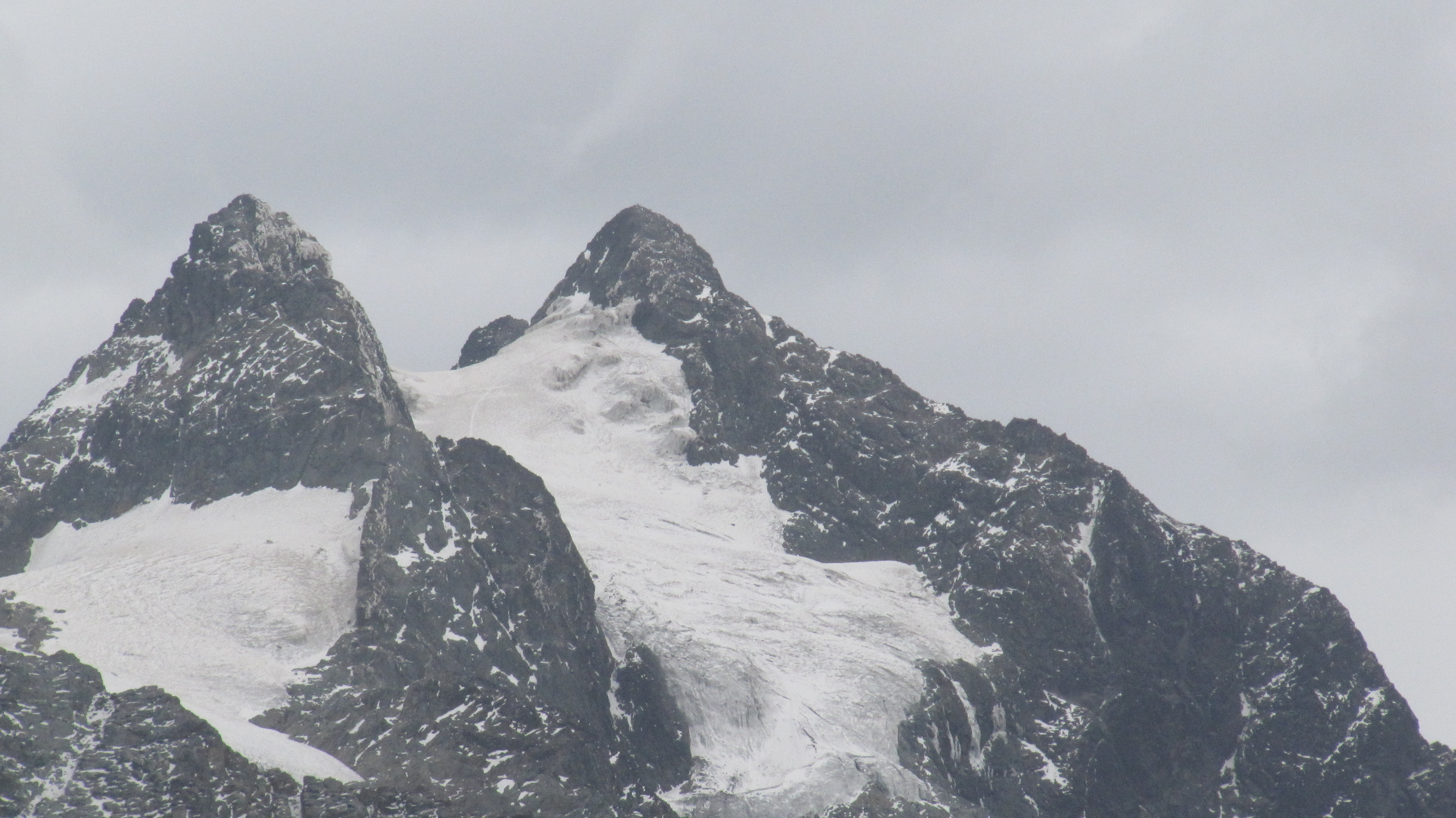
Гора Стенлі (пік Олександра — ліворуч, пік Маргеріта — праворуч)

Гора розташована на кордоні Уганди та Демократичної Республіки Конго, відповідно: у південно-західній та північно-східній частинах цих країн, за 830 км на захід від гори Кенія. З висотою 5 109 м, вона є найвищою горою в цих країнах, а також займає третє місце в Африці після Кіліманджаро (5 895 м) та Кенії (5 199 м).
Найвищий пік Маргеріта і кілька нижчих, прилеглих вершин досить високі, тому у цьому субекваторіальному, тропічному кліматі на них збереглися льодовики. Клімат вологий, особливо протягом двох сезонів дощів з березня по травень і з вересня по жовтень, протягом яких на вершині, вище 4 300 метрів, випадає сніг. Це самі найвологіші гори у Східній Африці, оповиті хмарами і туманом більшу частину року. Фауна та флора цього куточку природи унікальні, і гора є частиною Національного парку Рувензорі та об'єктом Світової спадщини ЮНЕСКО.
Вершина являє собою гірський масив який складається із двох найвищих піків-близнюків та кількох нижчих піків, причому три з них, Маргеріта, Олександра та Альберт — перевищують висоту 5 км над рівнем моря.
Геологічно, як і гірський масив Рувензорі, гора Стенлі складена із древніх кристалічних порід, які сформувалися в середині Великої рифтової долини приблизно 10 мільйонів років тому. До висоти 2 600 м переважають тропічні ліси, вище — переважно бамбук і зарості деревоподібного вересу, на висотах вище 3 800 м — альпійські луки, вище 4 000 м — мохи і лишайники.
Гора Стенлі — є масивним гірським утворенням і складається з двох вершин-близнюків (Маргеріта та Олександра) і кількох нижчих вершин:
| №  | Назва      | Назва англійською | Висота, м | Висота, м |
| -- | ---------- | ----------------- | --------- | --------- |
| 1  | Маргеріта  | Margherita Peak   | 5 109     |           |
| 2  | Олександра | Alexandra         | 5 091     |           |
| 3  | Альберт    | Albert            | 5 087     |           |
| 4  | Савоя      | Savoia            | 4 977     |           |
| 5  | Єлена      | Ellena            | 4 968     |           |
| 6  | Елізабет   | Elizabeth         | 4 929     |           |
| 7  | Філліп     | Phillip           | 4 920     |           |
| 8  | Мебіус     | Moebius           | 4 916     |           |
| 9  | Кітасамба  | Kitasamba         | 4 860     |           |
| 10 | Ніабубуйя  | Nyabubuya         | 4 860     |           |
| 11 | Ґрейт Тут  | Great Tooth       | 4 603     |           |

## Історія
Вже за часів давніх греків, були розповіді про «Гори із снігу і льоду», які є джерелом витоків річки Ніл. Давньогрецький трагік Есхіл говорив: що «Єгипет живиться снігами», і Аристотель, в IV століття до н. е. писав про «Гори зі срібла, джерело Нілу». У середині другого століття, єгипетський географ Клавдій Птолемей наносить на карту «Місячні гори», відповідно до інформації, яку він одержав із праці картографа Маріна Тірського.
Офіційно масив був відкритий у 1876 році експедицією журналіста і дослідника Африки, сера Генрі Мортона Стенлі і названий на його честь. Вперше вершина була підкорена у 1906 році групою альпіністів під керівництвом принца Савойського, герцога Абруцького Луїджі Амедео. Який назвав найвищий пік, цієї вершини, на честь королеви Італії Маргарити Савойської.